# R Crateris
R Crateris är en halvregelbunden variabel av SRB-typ i stjärnbilden Bägaren. Stjärnan var den första i Bägarens stjärnbild som fick en variabelbeteckning.
Stjärnan varierar mellan fotografisk magnitud +9,8 och 11,2 med en period av ungefär 160 dygn.

## Fotnoter
1. ↑  Variabelstjärnornas beteckningar börjar med bokstäverna R-Z, därefter A-Q , följt av RR-ZZ och AA-QQ, varefter de börjar betecknas med bokstaven V och ett ordningsnummer, från och med V335.